# محوسك (ألقورات)
محوسك (بالفارسية: ماهوسک) هي مستوطنة تقع في إيران في قسم ألقورات الريفي. يقدر عدد سكانها بـ 97 نسمة .